# الخشاشنة
قرية الخشاشنة هي إحدى القرى التابعة لمركز دكرنس في محافظة الدقهلية في جمهورية مصر العربية. حسب إحصاءات سنة 2006، بلغ إجمالي السكان في الخشاشنة 3133 نسمة، منهم 1513 رجل و1620 امرأة.